# Sainte-Marguerite-d'Elle

Sainte-Marguerite-d'Elle este o comună în departamentul Calvados, Franța. În 1 ianuarie 2022 avea o populație de 755 de locuitori.